# Monti Tiburtini (métro de Rome)
Ne doit pas être confondu avec Monts Tiburtins.
Monti Tiburtini est une station de la ligne B du métro de Rome. Elle tient son nom de sa proximité avec la via dei Monti Tiburtini, mais se situe dans le quartier Pietralata.

## Situation sur le réseau
Établie en souterrain, la station Monti Tiburtini est située sur la ligne B du métro de Rome, entre les stations de Pietralata, en direction de Rebibbia, et Quintiliani, en direction de Laurentina.

## Histoire
La station de métro a été inaugurée en 8 décembre 1990.

## À proximité
La station permet d'atteindre le quartier Monte Sacro. Elle donne directement accès à l'église Santissimo Redentore a Val Melaina.